# 長谷川啓三
長谷川 啓三（はせがわ けいぞう、1950年 - ）は、日本の臨床心理学者・臨床心理士・家族心理士・日本カウンセリング学会認定カウンセラー/スーパーバイザー。専門は、臨床心理学、家族療法/ブリーフセラピー(短期療法)。学位は、教育学博士（1983年）。東北大学名誉教授。Mental Research Institute(MRI)日本代表。東日本大震災ＰＴＧ支援機構理事長、日本心理臨床学会理事、ＩＴＣ家族心理研究センター代表、日本家族カウンセリング協会副理事長、日本ブリーフセラピー協会代表。大阪府生まれ。

## 略歴
- 1979年　東北大学大学院博士課程修了。
- 椙山女学園大学を経て、東北大学大学院教育学研究科臨床心理研究コース教授。

## 学会
- 日本心理臨床学会理事
- 日本家族心理学会理事
- 日本システム看護学会理事
- 日本家族研究・家族療法学会評議員
- 日本産業カウンセリング学会理事
- 日本ブリーフセラピー協会代表
- Mental Research Institute(MRI)日本代表